# Spoorsingel (Rotterdam)
De Spoorsingel is een singel in Rotterdam aan de noordzijde van Station Rotterdam Centraal. De Spoorsingel loopt van  de Walenburgerweg tot het Proveniersplein. 
Deze singel is aangelegd in de tweede helft van de 19e eeuw als onderdeel van het Waterproject van de Rotterdamse stadsarchitect Willem Nicolaas Rose. Dit 19e-eeuwse project had als doel om de stad Rotterdam van schoon oppervlaktewater te voorzien. Bestaande weteringen en kavelsloten werden daarbij tot singels omgevormd.
Er kwam een nieuwe verbinding vanaf de Rotte via de Noordsingel met een zijkanaal en duiker onder de Rotterdamse Schie door. Via een verder kanaal door de Provenierswijk kwam het in de Spoorsingel, die via de Diergaardesingel de Westersingel verder langs de Eendrachtsweg bereikte. Hiermee kwam in het westelijk deel van de stad enige tijd schoner water beschikbaar.
Sinds 2011 is de Spoorsingel deel van het Rijksbeschermd gezicht Rotterdam - Waterproject.